# Hobart’s Funnies

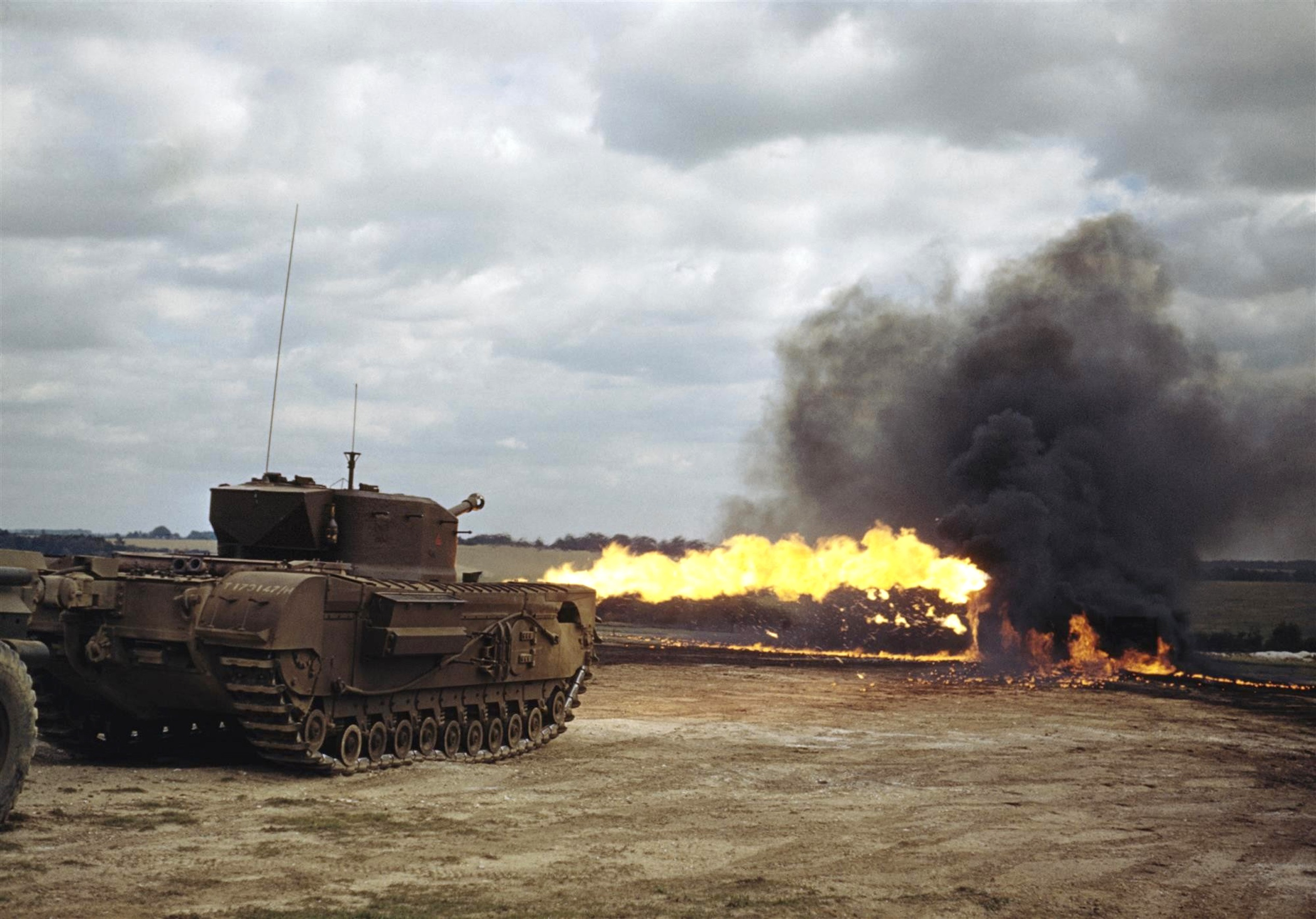
Ein Churchillkrokodil im Flammenwerfer-Einsatz

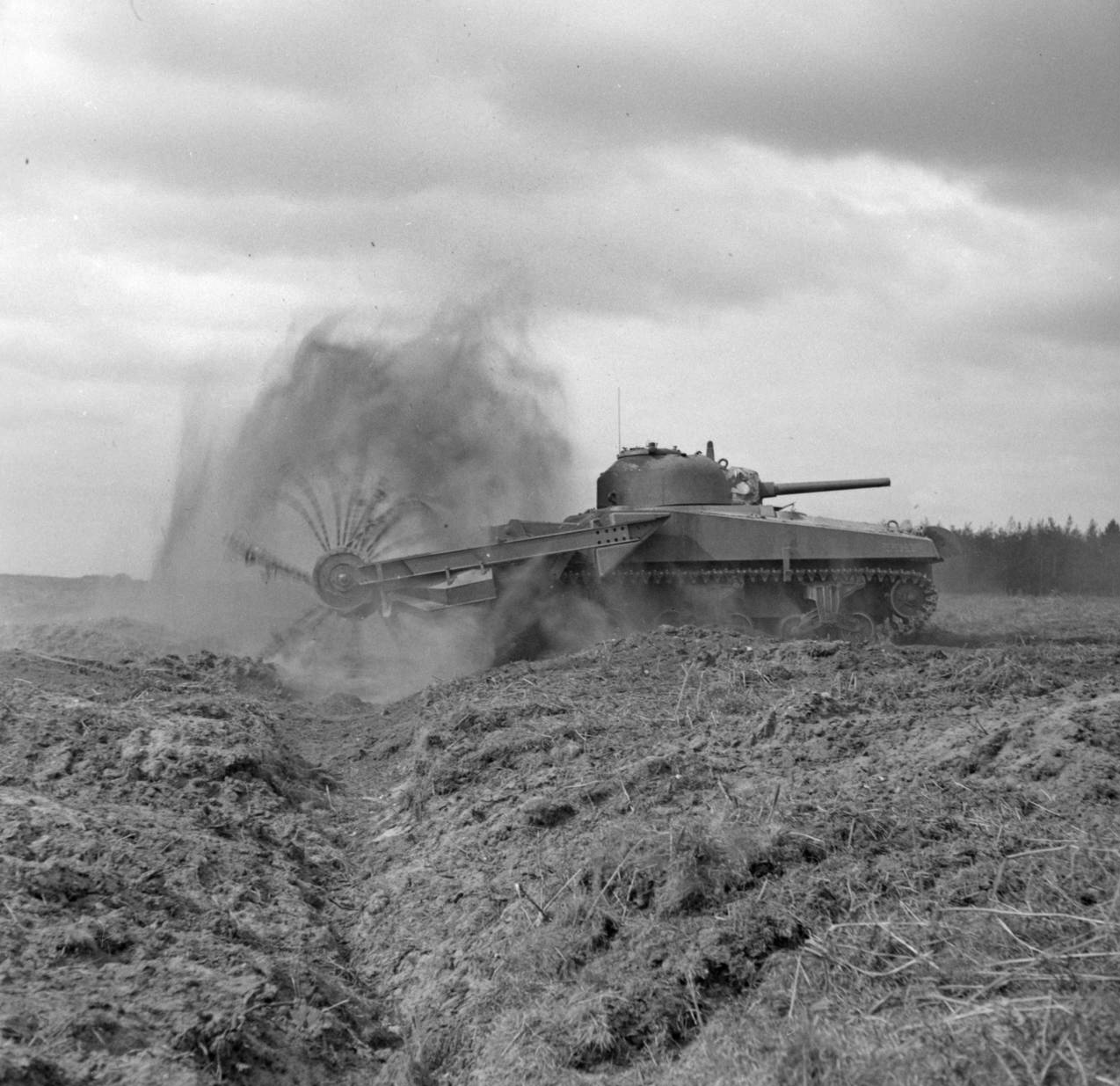
Ein Sherman-Dreschflegel-Panzer im Räumeinsatz

Die Hobart’s Funnies waren ungewöhnlich modifizierte Panzerfahrzeuge, die während des Zweiten Weltkriegs von der britischen 79th Armoured Division eingesetzt und von den Royal Engineers betrieben wurden. Ihre Entwicklung wurde nach dem desaströsen Scheitern der Operation Jubilee vorangetrieben: Bei dieser Operation hatten am 19. August 1942 237 Schiffe und über 6000 Soldaten vergeblich versucht, mittels Landungsoperation den besetzten Hafen von Dieppe einzunehmen.
Das Ziel war der Einsatz der modifizierten Fahrzeuge für die Operation Neptune (Juni 1944) an den Stränden der Normandie. Sie werden allgemein als Vorläufer der modernen Pionierfahrzeuge angesehen.

## Geschichte
In Anbetracht der Notwendigkeit einiger neuer experimenteller Fahrzeuge, die das Vorankommen an den französischen Invasionsstränden unterstützen sollten, fiel 1943 die Entscheidung von Feldmarschall Sir Alan Brooke, diese zu entwickeln. Es war nötig, die Hindernisse an den britischen Landungsstränden schnellstmöglich aus dem Weg zu räumen, da das relativ flache Hinterland einen frühen deutschen Gegenangriff ermöglichte. Der Entwicklungsauftrag und das Schulen der Besatzungen für ebendiese wurden in die Hände des Waffenexperten Sir Percy Cleghorn Stanley Hobart gelegt, nach dem die komplette Baureihe benannt wurde. Der Name „Funnies“ kommt daher, dass die Fahrzeuge teilweise sehr ungewöhnlich aussahen.
Einige der Ideen waren schon etwas älter, waren getestet und schon eingesetzt worden, wie beispielsweise der Scorpion Dreschflegel-Panzer, ein umgebauter Matilda II, der in Nordafrika den Briten den Weg durch deutsche Minenfelder geebnet hatte.
Zu Beginn des Jahres 1944 konnte Hobart Eisenhower und Montgomery eine Brigade von schwimmfähigen DD tanks, Crab Minenfahrzeugen und AVRE-Panzern sowie ein Regiment von Crocodile Flammenwerfer-Panzern vorführen. Montgomery war davon überzeugt, dass sie auch den US-amerikanischen Streitkräften zugänglich gemacht werden sollten und bot ihnen die Hälfte der verfügbaren Fahrzeuge an. Das Echo auf dieses Angebot war relativ schwach. Eisenhower gefielen die Schwimmpanzer, aber er überließ die Entscheidung anderen Führungskräften, wie etwa General Bradley, der sie wiederum an seine Offiziere weiterverwies. Von den anderen Entwürfen nahmen die Amerikaner nichts an.

## Die Fahrzeuge

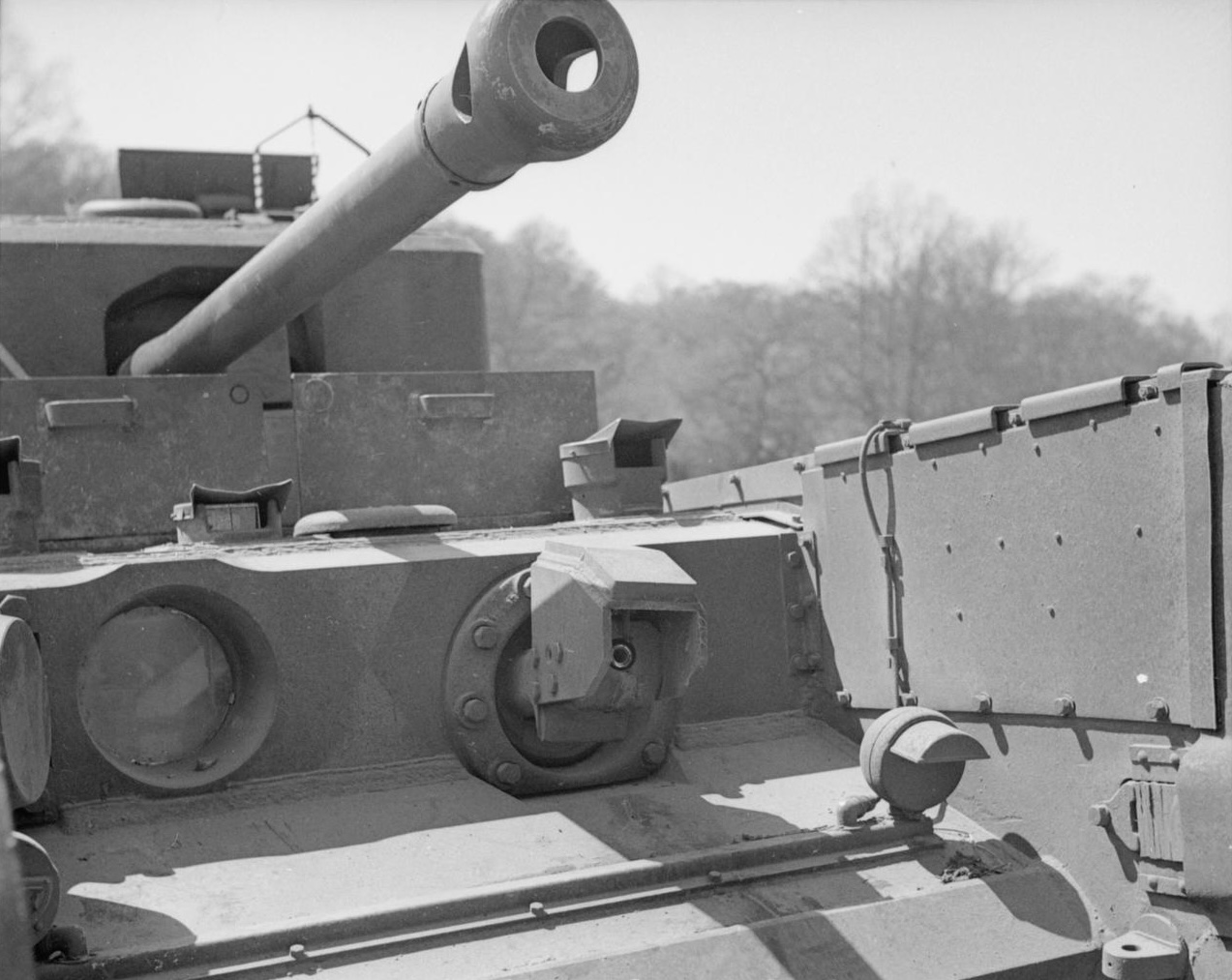
Nahansicht eines Churchill Crocodile mit sichtbarer Öffnung des Flammenwerfers

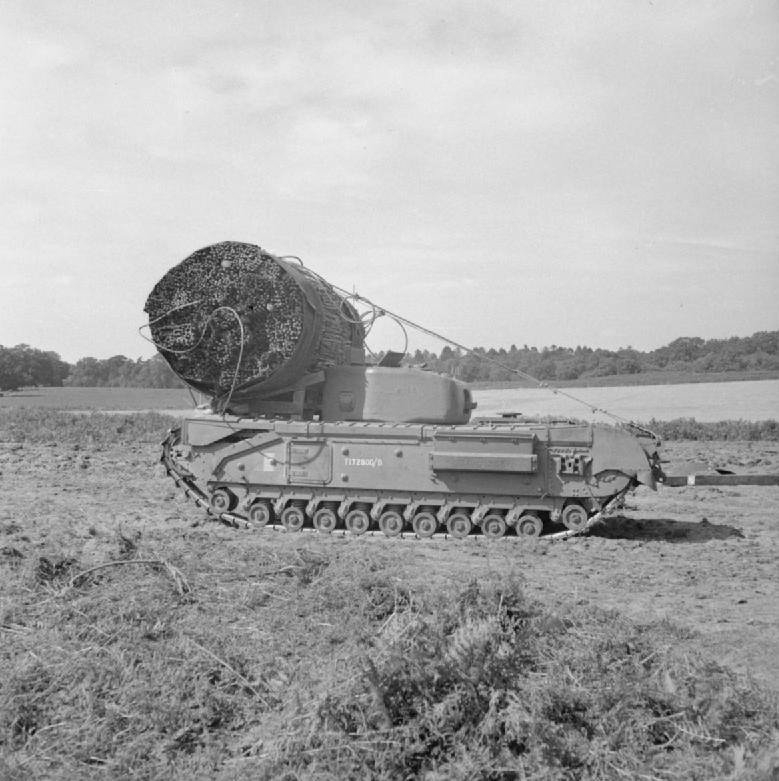
Ein AVRE mit Faschine

Die meisten Entwürfe basierten auf den Churchill- und Sherman-Panzern. Der Churchill wies gute Leistungen auf schwierigem Geländeuntergrund auf und der Sherman war in großen Stückzahlen verfügbar.
Unter den vielen unterschiedlichen Spezialfahrzeugen und ihrem Zubehör befanden sich die nachfolgenden umgebauten Panzer.

### Crocodile
Das Churchill Crocodile (von Deutschen als Churchillkrokodil gefürchtet) war ein Panzer des damaligen Typs Churchill mit einem eingebauten Flammenwerfer an Stelle des sonst in der Front verfügbaren Maschinengewehrs. Ein gepanzerter Anhänger am Fahrzeug fasste etwa 1800 Liter brennbare Flüssigkeit für den Flammenwerfer, der eine Reichweite von über 110 Metern hatte.

### AVRE (Armoured Vehicle, Royal Engineers)
Ebenfalls ein Churchill-Panzer, der speziell zur Bekämpfung der deutschen Verteidigungslinien ausgelegt war. Der Besatzung gehörten zwei Männer der Royal Engineers an, die über Seitenluken den Panzer schnell verlassen konnten. Die Hauptkanone des AVRE war entfernt worden und gegen einen Spezialmörser, der Sprenggranaten (Petarde) verschießen konnte, ausgetauscht worden. Das Projektil war 18 kg schwer und hatte den Spitznamen Flying Dustbin (Fliegende Mülltonne) bekommen. Es war mit hochexplosivem Material befüllt und konnte Betonhindernisse, wie Straßensperren und Bunker, zerstören. AVREs wurden auch für den Einsatz bzw. Transport folgenden Zubehörs benutzt:
- Wickeltrommel: Auf dieser war ein etwa 3 Meter breiter Streifen Segeltuch aufgespult, der mit Stahlstäben verstärkt war. Die Trommel war vor dem Fahrzeug angebracht. Die abgewickelte Segeltuchbahn ermöglichte das eigene gute Vorankommen auf dem Strandboden und diente auch nachfolgenden Fahrzeugen als „Fahrbahn“.
- Faschine: Ein Bündel aus Holzstangen, das von Drähten zusammengehalten wurde, lag vorne auf dem Panzer und konnte zum Verfüllen von Bodenvertiefungen oder zum Aufbau einer Treppe an einer Steigung benutzt werden.
- Stahlträgerbrücke: Eine kleine zusammengeklappte Stahlbrücke, die innerhalb von 30 Sekunden einsatzbereit war. Sie konnte einen Bereich von etwa 9 Metern überspannen und war vorne über dem Fahrzeug angebracht.
- Minenpflug: Ein Minenpflug, der vor dem Panzer montiert wurde und mit dem dieser Bereich von Minen befreit werden konnte.
- Doppelladung: Zwei große Sprengladungen auf einem Metallrahmen montiert, die vor einer Betonwand abgesetzt werden konnten und anschließend aus sicherer Entfernung gezündet wurden.

- Der ARC (Armoured Ramp Carrier): Ein Churchill-Panzer ohne Geschützturm, der an beiden Enden mit Auffahrrampen versehen war, damit andere Fahrzeuge über ihn hinweg Hindernisse überqueren konnten.

### Crab
Ein Sherman-Panzer, der mit einem Minen-Dreschflegel ausgestattet war. Dazu wurden an einer Achse Stahlketten montiert, die bei Rotation den Boden vor dem Panzer aufwühlten und so dort liegende Minen zur Explosion brachten.
Der Crab war ursprünglich die Entwicklung eines südafrikanischen Motorschlossers namens Abraham S. J. du Toit, der in der einheimischen Artillerie diente. Er konstruierte 1941 ein einfaches Fahrzeug mit einer rotierenden Trommel, an der Ketten angebracht wurden. In einem Demonstrationsfilm, der in Pretoria gedreht worden war, konnte das Fahrzeug seine Tauglichkeit beweisen. Reihenweise explodierten die Minen unter den auf den Boden peitschenden Ketten. General Claude Auchinleck sah diesen Film und schickte du Toit nach Großbritannien, damit er dort seine Erfindung im Geheimen weiter verfeinern sollte. Auchinleck wollte damit im Nahen Osten und Nordafrika die Achsenmächte überraschen. Doch in diesem Gebiet etwas geheim zu halten war unmöglich. Das Peitschengestell war zur Montage vor einem Kampfpanzer vorgesehen. Du Toit wurde zum Major befördert und arbeitete an der Entwicklung des Matilda Baron mit, der aber nie eingesetzt wurde.

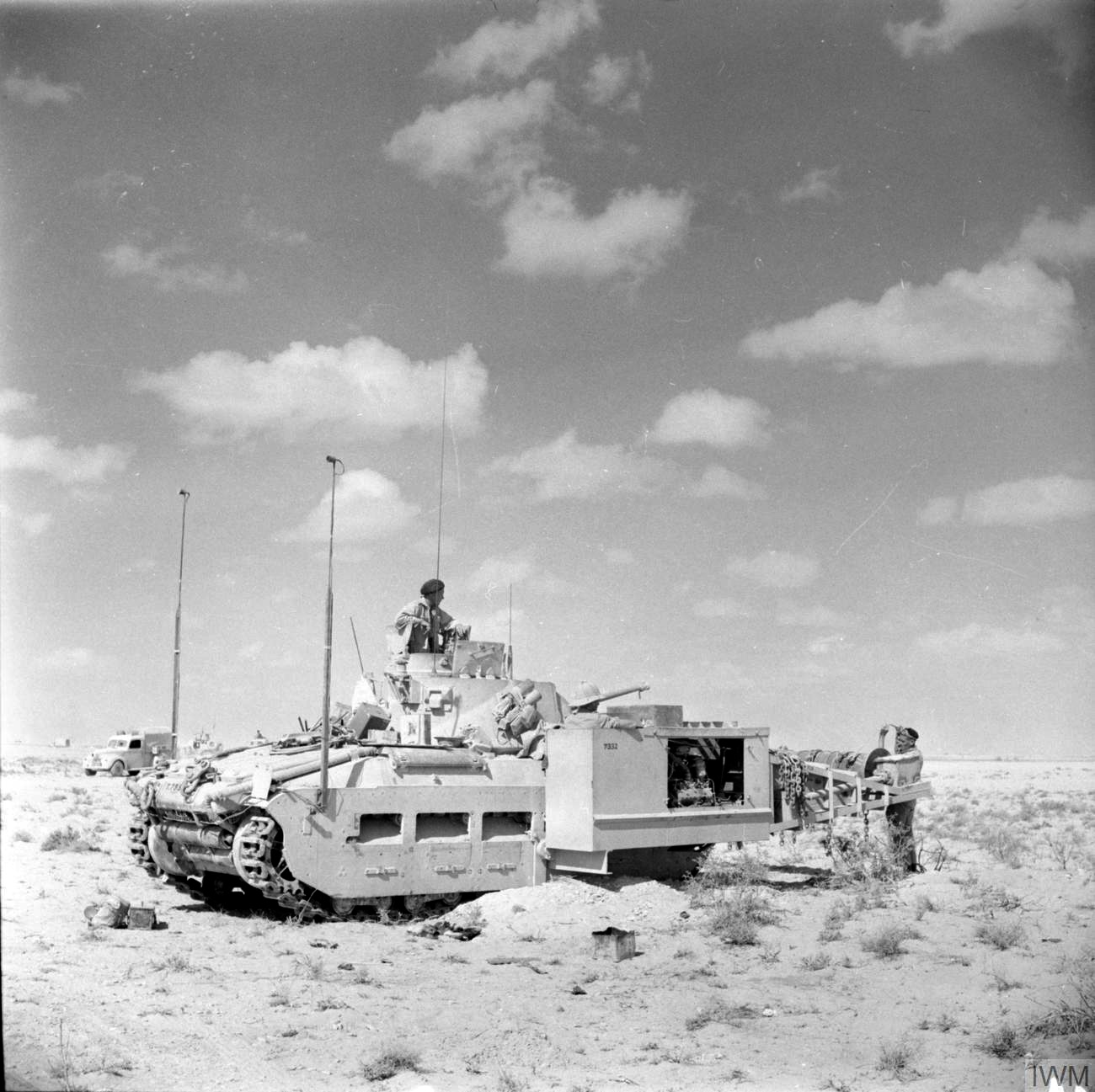
Ein Matilda-Scorpion-Panzer in der Wüste

Vor seiner Abfahrt nach Großbritannien hatte du Toit seine Aufzeichnungen an Captain Norman Berry, den südafrikanischen Chefingenieur der 8. Armee weitergegeben. Berry, der nicht auf Ergebnisse aus Großbritannien warten wollte, konstruierte im Frühjahr 1942 in Eigeninitiative weiter, während die 8. Armee sich im Küstenstreifen Palästinas verschanzt hatte. Eine solch komplexe Maschine war nie zuvor von an der Front befindlichen Truppen entwickelt worden. Einige andere Soldaten und Offiziere erarbeiteten zusammen mit Berry das Gesamtkonzept und am 6. August präsentierten sie den ersten Prototyp, den sie Durban Mark I getauft hatten. An einem Matilda-Panzer war außen ein Ford-V8-Motor mit 108 PS in einem gepanzerten Kasten angebracht. Dieser trieb über eine Zahnkette die vor dem Panzer an Stahlträgern hängende Trommel mit den Stahlketten an. Der Trommelabstand zur Panzerfront betrug etwa zwei Meter und der Bodenabstand einen Meter. Sie drehte mit etwa 100 Umdrehungen pro Minute und war mit 24 Stahlketten bestückt. Diese schlugen mit einer Kontaktlänge von etwa 20 Zentimetern auf den Boden. Nach der zweiten Schlacht von El Alamein wurde der Trommelrotor etwas modifiziert, so dass er mittels Hydraulikzylindern auch auf- und abgesenkt werden konnte, damit der Panzer eine bessere Bewegungsfähigkeit bekam.
Am 12. September fand eine Demonstration vor den Generälen Harold R. L. Alexander, Bernard Montgomery und Leslie Morshead statt. Alle waren sehr beeindruckt und Montgomery gab dem Panzer den Namen Scorpion. Zudem orderte er zwölf Stück für die folgende Attacke gegen die Achsenmächte. Auf den Einwand, dass eine so große Stückzahl der Zustimmung des Hauptquartiers bedürfe, antwortete Montgomery: „Machen sie sich keine Sorgen, bestellen sie gleich zwei Dutzend.“

### Gepanzerte Planierraupe
Eine normale Caterpillar D8 Planierraupe, die zum Schutz des Fahrers und des Motors mit einer Panzerung versehen war. Ihre Aufgabe war die Beseitigung von Hindernissen am Strand sowie das Sicherstellen der Befahrbarkeit der Straßen durch das Räumen von Schutt und Verfüllen von Bombentrichtern.

### Centaur
Ein Cromwell-Panzer, an dessen Vorderfront eine Planierschaufel angebracht war.

### DD tank
DD tanks (Duplex Drive tank, englisch für Panzer mit zwei Antriebsarten) ein schwimmfähiger Sherman-Panzer, der von einem Landungsboot in einer Entfernung von etwa 1,5 Kilometern vom Ufer ins Wasser gelassen wurde und dann mit eigener Kraft das Ufer erreichte. Sie waren zur Unterstützung der Landungsinfanterie durch Panzer entwickelt worden.

### BARV (Beach Armoured Recovery Vehicle)

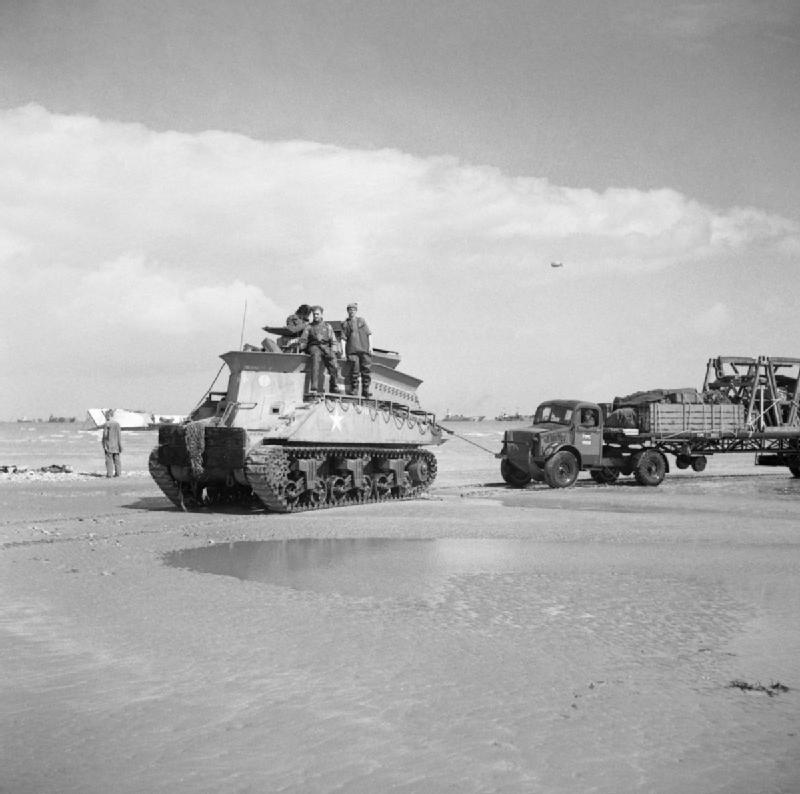
Ein BARV schleppt einen liegen gebliebenen Bedford Klein-LKW ab

BARV, ein wasserdichter Sherman-M4A2-Panzer, dessen Geschützturm durch einen langen gepanzerten Aufbau ersetzt worden war. Er konnte in einer Wassertiefe von etwa 2,7 Metern operieren und war zur Räumung von auf dem Grund liegengebliebenen Fahrzeugen an den Strandabschnitten gedacht, damit nachfolgende Fahrzeuge nicht behindert wurden. Weiterhin konnten mit den BARVs kleinere Landungsboote wieder flott gemacht werden, die auf das Ufer aufgelaufen waren. Genaugenommen gehörten die BARVs nicht zu den „Funnies“, da sie nicht von der 79. Britischen Panzerdivision, sondern von den Royal Electrical and Mechanical Engineers entwickelt worden waren und von ihnen auch gefahren wurden.

### LVTBuffalo
Die britische Version des gepanzerten US-amerikanischen Landungsbootes LVT-4.

## Nach Kriegsende
Eine kleine Zahl der Churchill AVREs und einige Sherman BARVs wurde von der britischen Armee noch bis in die 1960er Jahre betrieben. Dann wurden sie von ähnlichen Fahrzeugen ersetzt, die auf dem Centurion-Panzer basierten. Auch heute benutzt die Armee umgebaute Centurions und Chieftain-Panzer für den Pioniereinsatz.